# Magna moralia
Magna Moralia (em grego antigo, Ηθικά Μεγάλα, transl. Etiká Megala; em português,  "Grande moral" ou "Grande ética") é o título latino de um tratado atribuído a Aristóteles.
Vários eruditos, notadamente Friedrich Schleiermacher, Hans von Arnin e J. L. Ackrill, consideram  Magna Moralia como um trabalho autêntico de Aristóteles. Neste caso, seria uma obra menos madura que suas outras obras sobre ética, tais como a Ética a Nicômaco, Ética a Eudemo e Das virtudes e vícios.  Há um debate sobre se Magna Moralia seria mais próxima à Ética a Eudemo ou à Ética a Nicômaco.
Hans von Arnim (1859–1931) acreditava que Magna Moralia seria a obra ética mais antiga de Aristóteles, anterior à Ética a Eudemo. Mas grande parte dos filólogos dos séculos XIX e XX a consideram  como uma obra espúria, escrita posteriormente, por discípulos de Aristóteles.
Desde o ponto de vista doutrinal, Magna moralia mantém uma concordância substancial com a doutrina do bem e da virtude que aparece nas outras obras éticas de Aristóteles. Todavia, o texto, tal como chegou à nossa época, apresenta características estilísticas e terminológicas que levam a considerá-lo posterior a Aristóteles.
A história do nome Magna Moralia não pode ser traçada antes do reinado de Marco Aurélio. O professor Henry Jackson sugere que a obra tenha adquirido esse nome porque os dois rolos em que é dividida teriam parecido maiores na estante, em comparação aos oito da Ética a Eudemo (Ηθικά Ευδήμεια), apesar de esta última ser duas vezes maior. Magna Moralia é também mais curta do que  a  Ética a Nicômaco (Ηθικά Νικομάχεια). 
O Comentário sobre Jó do Papa Gregório I (c. 540 - 604) também é chamado às vezes de Magna Moralia.